# Galeus cadenati
Galeus cadenati (лат.) — малоизученный вид рода пилохвостов, семейства кошачьих акул (Scyliorhinidae). Ранее считался подвидом антильского пилохвоста (Galeus arae). Обитает в Карибском море. Размножается, откладывая яйца. Максимальный размер 35 см.

## Таксономия
Известный эксперт по акулам Стюарт Спрингер описал Galeus cadenati в 1966 году в выпуске «United States Fish and Wildlife Service Fishery Bulletin». Описанный им экземпляр представлял собой самку длиной 31 см, пойманную у берегов Панамы 30 мая 1962 года. Он назвал вид в честь французского зоолога Жана Кадена́ (фр. Jean Cadenat), который описал африканского пилохвоста (Galeus polli). Спрингер и другие авторы считали Galeus cadenati подвидом антильского пилохвоста (Galeus arae). в 1998 и 2000 гг Гера Константину и его коллеги пересмотрели комплекс видов Galeus arae и признали Galeus cadenati самостоятельным видом.

## Ареал и среда обитания
Ареал Galeus cadenati не пересекается с местами, где обитают Galeus antilensis и антильский пилохвост. Galeus cadenati встречаются только в Карибском море у берегов Панамы и Колумбии. Эти глубоководные рыбы встречаются в верхней части материкового склона, на глубине от 431 до 549 м.

## Описание
Максимальная длина 35 см. У Galeus cadenati тонкое, твёрдое тело и слегка уплощённая голова. Морда довольно длинная и заострённая. Овальные глаза вытянуты по горизонтали и оснащены рудиментарным третьим веком, позади глаз имеются крошечные дыхальца. Под глазами расположены небольшие выступы. Ноздри разделены треугольными кожными складками. Рот широкий и изогнутый, по углам расположены довольно длинные борозды. На верхней челюсти 62 зубных ряда. Пятая жаберная щель меньше предыдущих.

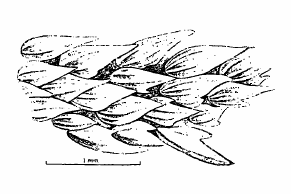
Характерный чешуйчатый гребень на хвосте.

У спинных плавников тупые вершины. Основание первого спинного плавника находится над второй половиной основания брюшных плавников. Второй спинной плавник по размеру и форме схож с первым. Его основание находится над серединой основания анального плавника. Грудные плавники большие и широкие, с закруглёнными концами. Брюшные плавники короткие и низкие. Основание анального плавника составляет 13—16 % от общей длины тела. Хвостовой плавник с маленькой нижней лопастью и вентральной выемкой возле кончика верхней лопасти. Тело покрыто мелкими, перекрывающими друг друга плакоидными чешуйками, каждая из которых имеет форму листовидной короны с горизонтальным хребтом и тремя маргинальными зубчикам. На передней части дорсального края хвостового плавника имеется характерный пилообразный гребень, сформированный крупными чешуйками<ref. Окрас коричневатый, по спине разбросаны тёмные  пятна седловидной формы, которые бледнеют за основанием первого спинного плавника. Внутренняя поверхность рта окрашена в чёрный цвет.

## Биология и экология
Этот вид является яйцекладущим. У самок справа имеется один функциональный яичник и два функциональных яйцеклада, в которых одновременно созревает по одному яйцу. Яйца заключены в жёсткие капсулы в виде фляжки, имеющие 4,9—5,1 см в длину и 1,2—1,4 см в ширину в верхней и 1,6 см в нижней части. Самцы и самки достигают половой зрелости при длине 29 см и 29—34 см соответственно.

## Взаимодействие с человеком
В качестве прилова Galeus cadenati могут попадать в креветочные тралы. Ограниченный ареал делает этот вид чувствительным к перелову. Данных для оценки статуса сохранности вида недостаточно.